# Самуилова тврђава
Самуилова тврђава је средњовековно утврђење у Охриду на обали Охридског језера и спада у ред градских тврђава. Утврђење је смештено на два брда чији се врхови уздижу на 90 и 50 метара изнад нивоа језера које га окружује и пружа природну одбрану његовој западној и јужној страни. Град је са три стране (западна, северна, источна) опасан бедемима различите висине у зависности од положаја.

## Назив
Утврђење се назива Самуилова тврђава или Самуилов град према цару Самуилу коме се приписује изградња утврђења у његовом данашњем облику.
Поред овог назива често се користи и термин Охридска тврђава односно Охридски град јер се данашњи Охрид дуго времена налазио унутар бедема утврде.

## Прошлост Самуиловог града
За опширнију историју погледајте чланка Охрид
На подручју Охрида у антици је постојао град Лихнидос чије се средиште простирало на простору данашњег Горњег града о чему сведоче бројни археолошки налази.
Јака тврђава се на овом месту први пут помиње у хроници Јована Малале око 476. године када је остроготски краљ Теодорик неуспешно покушао да је заузме.
Након успеха великог словенског устанка против Византије и стварања словенског Самуиловог царства нова престоница (након Преспе) постао је Охрид који је опасао бедемом. У склопу утврђеног града подигао је и Горњи град(Горњи Сарај) са својим дворцем који се издизао над осталим делом града знаним као Варош.
Након пропасти Самуилове државе, град 1018. године осваја византијски цар Василије II. Током времена налазио се у поседу Бугара и Византинаца, а освојили су га Нормани на свом походу на Балкан.
Српски краљ Душан га заузима 1334. године и он је од тада у српским рукама све до смрти Марка Краљевића (1394. године), када пада у турске руке. За време српске управе градом су управљали:
- Севастократор Бранко Младеновић
- Деспот Јован Оливер
- Цезар Гргур
- Андрија Гропа

Град је мирно прешао у турске руке, без рушења или репресалија према локалном становништву. Међутим када су становници Охрида помогли Скендербегу, султан Мухамед II је након победе над њим одвео један број градских бојара у Цариград као заробљенике.

## Археолошки налази у тврђави
На подручју Горњег града(Цитаделе) током последњих година извршен је већи број археолошких истраживања у којима је откривено неколико веома вредних предмета. Поред већег броја сребрних предмета (малих колица, сандала,...) нађене су и две златне маске, као и златна наруквица са прстеном. Значај налаза ових маски је у томе што је тиме потврђена претпоставка да су оне биле саставни део античкомакедонске културе, пошто су на ширем подручју града Охрида почетком XX века пронађене 4 овакве маске. Две од тих маски су завршиле у Софији, док се две налазе у збирци Народног музеја у Београду.
Сви ови предмети припадају Античкомакедонској цивилизацији у чије време се на овом месту налазио град Лихнидос, а датирани су између V и III века п. н. е..